# Schonischer Apfelkuchen

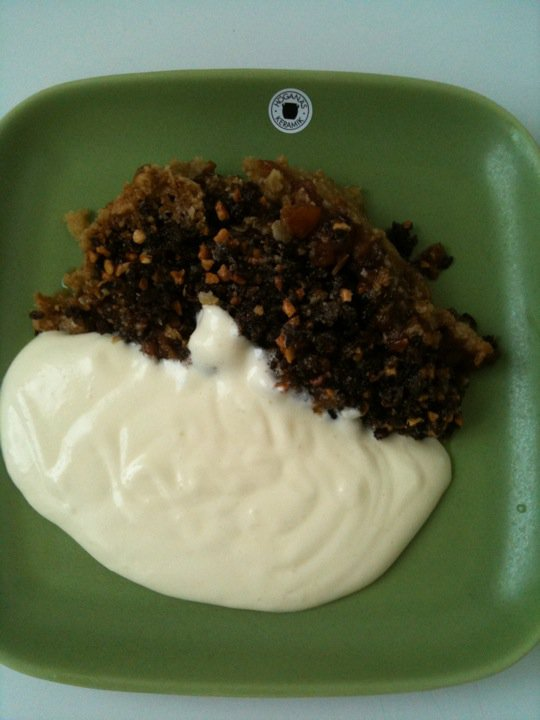
Ein schonischer Apfelkuchen

Schonischer Apfelkuchen (schwedisch skånsk äppelkaka) ist eine traditionelle und schwere Nachspeise schonischen Ursprungs. Er wird traditionell unter anderem am Martinstag am 11. November serviert. Schonischer Apfelkuchen ist eine Art Krümeltarte, die es in mehreren Varianten gibt: mit geriebenen, in Scheiben geschnittenen oder geviertelten Äpfeln, mit Apfelmus oder mit Mischungen aus beidem.

## Zubereitung
Auf eine Apfelschicht wird eine Lage Brotkrümel gestreut und darauf Butter und Zucker. Zum so gebackenen Apfelkuchen werden Vanillesauce oder Sahne serviert.
Traditionelle schonische Apfelkuchen werden mit zerbröseltem dunklem Roggenbrot, zum Beispiel Kavring, gebacken. In der gewöhnlichen, modernen Version werden zerbröseltes helles Brot oder Paniermehl verwendet.
Der dänische Apfelkuchen (dänisch æblekage) ähnelt dem schonischen, wird jedoch nicht gebacken und kalt mit Schlagsahne obenauf serviert.

## Geschichte
Schriftlich festgehalten ist die Art der Zubereitung bereits in einem Buch von Cajsa Warg, das im schwedischen Original 1755 erschien und das 1772 in Greifswald auf Deutsch unter dem Titel Schwedisches Koch- und Haushaltungs-Buch veröffentlicht wurde. Allerdings ist dort nicht von schonischem, sondern von „Geriebene Aepfelkuchen“ die Sprache.
Dort heißt es:

„Schäle Aepfel und reibe sie hernach auf der Reibe, und vermenge sie mit Zucker nach Belieben; darauf reibe etwas fein Rockenbrod, beschmiere eine Form mit Butter und streue erst auf den Boden desselben Finger dick von dem Brod, fülle mit dem Löffel ein wenig geklärte Butter über und hernach lege eine Lage mit Aepfeln; und so fahre fort bis der Kuchen so hoch ist als man ihn haben will, doch das letzte muß Brod seyn, und Butter oben auf; giesse auch etwas Wein über, und passe es so ab, daß der Kuchen nicht zu trocken wird, noch zu viel Nässe bekommt; nachgehends laß ihn in dem Ofen backen.“

In einer Schrift zum skånska äppelkaka der Schonischen Gastronomischen Akademie verweist die Archäologin Marie Jonasson Schmidt darauf, dass  in mehreren historischen schwedischen Kochbüchern ähnliche Rezepte zu finden sind, dass allerdings in keinem die Bezeichnung „schonischer“ Apfelkuchen zu finden ist.
In einer Kolumne in Ystads Allehanda wurde der schonische Apfelkuchen als „lediglich eine Variante aller anderen Apfelkuchen im Lande“ bezeichnet.